# 浮水虱目魚羹
浮水虱目魚羹是一用虱目魚及魚漿高湯所製成的台灣著名的小吃。

## 起源
傳聞此道小吃是由林葉愛銀於民國46年代的台南店舖「阿鳳浮水虱目魚羹」創立，而當時的店舖至今仍由其後人繼續於台南經營。
目前依舊由第一代老老闆娘阿鳳-林葉愛銀 女士掌管整家店,第二代林炎生 先生與第三代林建良 先生負責協助管理晚班，希望能把這美好的味道繼續傳承，讓浮水虱目魚羹在台南小吃排行屹立不搖。而另創的葉鳳浮水虱目魚羹是由老老闆娘阿鳳-林葉愛銀 女士的二兒子 林炎山 先生另外自行開業。

## 名稱
由於製作時會將魚羹塊捏成條狀丟進滾水內，魚羹塊受熱浮起，看起來就似浮於水中，所以才會叫作「浮水」虱目魚羹。

## 材料
浮水虱目魚羹主要材料包括有虱目魚肉及魚漿高湯，煮成後會佐以香菜、薑絲和黑醋伴食。